# Гонконгский грипп
Гонконгский грипп, или А2-Гонконг — третья пандемия гриппа в XX веке, первые случаи заражения которым были зафиксированы в Гонконге в середине 1968 года. Вызвана штаммом H3N2 вируса гриппа A, мутировавшим от H2N2. Классифицируется как пандемия средней степени тяжести. Наиболее часто от вируса страдали пожилые люди старше 65-летнего возраста. С 1968 по 1970 год от неё умерло от одного до четырёх миллионов человек. В США число погибших составило 33 800 человек.

## Распространение вируса
Первая вспышка заболевания была зафиксирована в Гонконге в середине июля 1968 года. Выделенная культура была отослана в Лондонский вирусный центр, где было подтверждено, что новый вирус отличается от всех известных ранее. Распространение эпидемии происходило очень быстро: так, за две—три недели в Гонконге заболело около 500 тысяч человек. К концу августа болезнь перебросилась в Сингапур, Малайзию, Тайвань, Южный Вьетнам, Филиппины. В сентябре новый грипп достиг Индии, Ирана, Таиланда, Японии, севера Австралии и западных штатов США. В этом же месяце гонконгский грипп появился в Европе, к началу 1969 года заболевание приняло форму пандемии, захватив Африку и Южную Америку.
Через четыре месяца после начала эпидемии была разработана вакцина против вируса H3N2. Надёжной статистики по заболевшим и умершим в мире в результате пандемии нет, эксперты оценивают людские потери в 1—4 миллиона человек, что значительно меньше, чем от другой аналогичной пандемии — испанского гриппа (1918—1919). Отдельные факты позволяют оценить масштаб распространения гонконгского гриппа: так, в общей сложности в Восточной и Западной Германии зарегистрировано около 60 000 предполагаемых летальных исходов. В некоторых районах Франции половина населения была прикована к постели, а многие производства понесли крупные убытки из-за нехватки рабочих рук. В США болезнь была завезена солдатами, возвращавшимися с Вьетнамской войны уже в сентябре 1968 года, но вспышка произошла только в декабре 1968 года.
Вирус H3N2 вернулся в течение следующего сезона гриппа 1969—1970 годов, что привело ко второй волне гибели людей. В некоторых странах (Великобритания, Франция, Япония и Австралия), второй сезон пандемии был в два—пять раз тяжелее первого. В дальнейшем, из-за выработанного у большинства населения планеты иммунитета, вспышки гонконгского гриппа перестали носить характер пандемии. В настоящее время разновидности вируса H3N2 остаются в обращении как штамм сезонного гриппа, не приводя тем не менее к каким-либо глобальным катастрофическим последствиям.

## Клиническая картина заболевания
Особенностью этой разновидности гриппа является его стремительное развитие. Симптомы (температура выше 39 °C, сухой кашель, заложенность носа, головная боль, ломота во всём теле) начинают проявляться уже через 1—2 дня после заражения. Тяжёлое состояние сохраняется около 4—5 дней.

## Осложнения
Гонконгский грипп может привести к следующим осложнениям: пневмония, миокардит, энцефалит и менингит, а также обострять хронические заболевания сердца, астму, сахарный диабет и др. В результате таких осложнений, даже после прекращения пандемии гриппа, продолжают умирать люди (так называемая дополнительная или избыточная смертность). После пандемии гонконгского гриппа избыточная смертность от него наблюдалась ещё около 10 лет.

## Возможная связь с гриппом животных
В 1965—1966 годах, во время вспышки гриппа индеек на птицефермах штатов Массачусетс и Висконсин (США), были выделены вирусы, оболочки которых состояли из белков, близких к белкам вируса H3N2.

## Гонконгский грипп в культуре
Упомянут в песнях Владимира Высоцкого написанных во время или сразу после эпидемии гонконгского гриппа:

«Утренняя гимнастика» — песня была написана для спектакля «Последний парад» в Театре сатиры в 1968 году, в самый разгар пандемии гонконгского гриппа:
Очень вырос в целом мире
Гриппа вирус — три-четыре! —

Ширится, растет заболевание.
"Баллада об уходе в рай" — написана для фильма «Бегство мистера Мак-Кинли» уже после пандемии в 1973 году:
Разбудит вас какой-то тип
И пустит в мир, где в прошлом — войны, вонь и рак,
Где побежден гонконгский грипп.

На всем готовеньком ты счастлив ли, дурак?
Белла Ахмадулина посвятила гонконгскому гриппу следующие строки:
Грипп в октябре — всевидящ, как господь.
Как ангелы на крыльях стрекозиных,
слетают насморки с небес предзимних

и нашу околдовывают плоть…
Андрей Вознесенский посвятил пандемии стихотворение «Грипп „Гонконг-69“».

Стихотворение Иосифа Бродского «Не выходи из комнаты» (1970) навеяно рекомендациями не покидать жилище во время пандемии и заканчивается строками:
Не выходи из комнаты! То есть дай волю мебели,
слейся лицом с обоями. Запрись и забаррикадируйся
шкафом от хроноса, космоса, эроса, расы, вируса.